# Friday on My Mind
Friday on My Mind ist der Musiktitel des erfolgreichsten, im Jahre 1966 von der australischen Beatband Easybeats veröffentlichten Hits.

## Entstehungsgeschichte
Die Easybeats fanden sich erstmals 1964 im „Villawood Migrant Hostel“ (heutiger Name: „Villawood Immigration Detention Centre“) zusammen und veröffentlichten ihre erste australische Single For My Woman im März 1965. Am 14. Juli 1966 kamen die Easybeats mit der Referenz von vier vorausgegangenen australischen Tophits nach Großbritannien, um hier einige Platten aufzunehmen. Nach kurzen Tourneen betraten sie im September 1966 die Londoner Olympic Studios, um dort innerhalb von acht Stunden vier Titel mit dem Musikproduzenten Shel Talmy und Toningenieur Glyn Johns aufzunehmen. Talmy entschied sich nach Aufnahmeschluss für Friday on My Mind / Made My Bed, Gonna Lie in it (United Artists 1157). Diese beiden Titel wurden am 14. Oktober 1966 zusammen mit 63 weiteren konkurrierenden Singles anderer Interpreten als Single veröffentlicht.
Für Bandmitglied Harry Vanda war der Song schwer zu schreiben; als jedoch die Beginnzeile „Monday Morning feel so bad“ (Montagmorgens fühle ich mich schlecht) feststand, fiel die textliche Weiterentwicklung leicht. Die Phrase des „Friday on my Mind“ ist die „heilige Konvention eines langen Wochenendes“. Es geht hierbei um die während der Arbeitstage entstehende Sehnsucht auf das Vergnügen am Wochenende. Das Ende einer Arbeitswoche hat viele Komponisten in der englischsprachigen Welt inspiriert, so etwa bei Rip it Up (Little Richard) oder C’mon Everybody (Eddie Cochran). Die Aussicht auf ein schönes Wochenende mit der Freundin erfordert das Überstehen der Arbeitswoche. Die Montag-Freitag-Arbeitsroutine („the five day drag“) ist am Wochenende beseitigt. Sänger Stevie Wright denkt montags nur noch an den nächsten Freitag („Monday I have Friday on my mind“) und zählt sehnsüchtig die Werktage ab Montag, an dem man sich schlecht fühlt, weil jeder nur herumnörgelt. Von Tag zu Tag bessert sich die Einstellung des Erzählers, der von den Gedanken an Freitag beflügelt die Woche übersteht. George Young steuerte die Musik bei, garniert mit ungewöhnlichen und markanten verflochtenen Riffs zweier Gitarren und cleveren Gegenharmonien. Das gesangliche Intro ist eine Inspiration von den Jazz-Phrasen der Swingle Singers. Talmys Idee war das kurze Schlagzeugsolo vor Schluss, das den letzten Refrain einleitet. Vanda/Young schufen eine typische Arbeiterklassenhymne über die am Montag beginnende Vorfreude auf den letzten Arbeitstag. Die Studioaufnahme am 8. September 1966 in den Londoner Olympic Studios war nach nur einem Take (One Take) fertiggestellt. Die Gruppe spielte in der Besetzung Stevie Wright (Gesang), Harry Vanda (Leadgitarre), George Young (Rhythmusgitarre), Dick Diamonde (Bassgitarre) und den Sessionmusikern Nicky Hopkins (Piano) und Freddy Smith (Schlagzeug).

## Veröffentlichung und Erfolg
Der am 14. Oktober 1966 veröffentlichte Titel Friday on My Mind entwickelte sich durch das intensive Airplay insbesondere bei Piratensendern und auch durch Radio Luxemburg zur vielgecoverten Hymne der Arbeiterklasse über die am Montag beginnende und sich täglich steigernde Vorfreude auf das bevorstehende Wochenende. In Großbritannien wurden hiervon 250.000 Platten umgesetzt und ein Platz 6 erreicht, weltweit wurde die Millionengrenze überschritten. In Australien wurde der Hit erst im November 1966 veröffentlicht und hielt sich für acht Wochen auf der Topposition, in den USA kam er erst im April 1967 auf den Markt und stagnierte dort auf Rang 16, in Deutschland gelangte er im Januar 1967 bis auf Rang 10. Die Mod-Hymne erreichte schließlich den Status eines Millionensellers, für den die Easybeats am 12. Mai 1967 eine Goldene Schallplatte verliehen bekamen.
Am 28. Mai 2001 wurde Friday on My Mind von der australischen Performing Rights Association (APRA) zum besten australischen Song aller Zeiten gewählt. Er war so perfekt, dass es schwerfiel, einen gleichwertigen Nachfolger zu finden. Talmy produzierte später noch 16 Titel für die Easybeats, verteilt auf 8 Singles, die den Anfangserfolg nicht mehr wiederholen konnten.

## Coverversionen
Es gibt mindestens 140 Coverversionen. Zu erwähnen sind die The Shadows (Juli 1967), David Bowie (Oktober 1973), Gary Moore (März 1987) oder Me First and the Gimme Gimmes (Februar 2011). Die deutschsprachigen Fassungen sind oft in Mundart geschrieben oder Parodien. Hierzu gehören Kottans Kapelle (Freitag, 1984), King Size Dick und die Fädije (Eets am Friedach geiht et loss; 1993) oder Die Quietschboys (Freitaach; 1998) und Hardbeats aus Köln (Fridaach Ovends en d’r City 1984).